# Tristenspitze
Die Tristenspitze (2716 m s.l.m., italienisch Cima dei Covoni) ist ein markanter Felsgipfel im Mühlwalder Kamm, einem Teil der Zillertaler Alpen. Die Tristenspitze ist nach der einen Meter höheren Weißen Wand der zweithöchste Gipfel dieses Kamms, der das Mühlwalder Tal im Südwesten vom Weißenbachtal im Nordosten trennt. Der Gipfel befindet sich einen Kilometer nördlich des Lappacher Jöchls, einem Übergang zwischen den Südtiroler Dörfern Weißenbach und Lappach.

## Geologie
Im Gegensatz zu den Gletschergipfeln im Zillertaler Hauptkamm, die zur Zentralgneiszone gehören, ist das Gebiet um Lappach und vor allem um die Tristenspitze von einem relativ schmalen Schieferband durchzogen, in dem auch weniger marmorisierte Kalke und Dolomite vorkommen. In den Klüften des metamorphen Gesteins dieses Gebiets sind zahlreiche, teilweise sehr begehrte Mineralien zu finden, darunter Quarz, Periklin, Adular, Apatit, Rutil, Titanit, Granat, Calcit, Hämatit, Epidot und Pyrit; auch ist die Tristenspitze bekannt wegen schön ausgebildeter Amethyste. Da durch Mineraliensammler erhebliche landschaftliche Schäden verursacht wurden, wurde für das Gebiet um die Tristenspitze 1995 ein Abbauverbot für Mineralien verhängt.

## Anstiegsmöglichkeiten
Der einfachste Anstieg führt aus der markanten Einschartung unmittelbar südlich des Gipfels über sehr steiles Schrofengelände zum Gipfel (UIAA I). Diese Scharte kann vom Mühlwalder Jöchl erreicht werden, wobei ein schroffer Vorgipfel überklettert (UIAA II) oder östlich umgangen werden kann. Alternativ kann die Scharte auch direkt von Osten erreicht werden, über steiles Schrofengelände und Schutt.
Der Kellerbauerweg, ein Höhenweg über den Mühlwalder Kamm vom Speikboden zum Neveser Joch, durchquert die Ostflanke der Tristenspitze.
Im Winter ist die Tristenspitze auch ein Skitourenziel. Dabei wird von Weißenbach aber fast ausschließlich nur bis zum Skigipfel (2640 m) südlich des Hauptgipfels aufgestiegen.